# La Ordeña, Guerrero
La Ordeña är en ort i Mexiko.   Den ligger i kommunen Zirándaro och delstaten Guerrero, i den södra delen av landet, 250 km väster om huvudstaden Mexico City. La Ordeña ligger 179 meter över havet och antalet invånare är 270.
Terrängen runt La Ordeña är huvudsakligen kuperad. La Ordeña ligger nere i en dal. Runt La Ordeña är det glesbefolkat, med 11 invånare per kvadratkilometer. Närmaste större samhälle är La Quetzería, 2,5 km nordost om La Ordeña. I omgivningarna runt La Ordeña växer huvudsakligen savannskog.